# Ernest Conseil
Ernest Conseil, né le 10 septembre 1879 à Charleval (Eure) et mort le 28 juin 1930 à Tunis, est un médecin et biologiste français.

## Biographie
D'origines modestes, il suit des études secondaires au lycée Corneille de Rouen. En 1897, il entame ses études au Collège de médecine de Rouen où il fait la connaissance de Charles Nicolle. Après quatre ans d'internat dans des hôpitaux d'Orléans (1902-1906), il se rend en Tunisie comme médecin assistant à l'hôpital Sadiki de Tunis.
C'est alors qu'il travaille avec Charles Nicolle et Charles Comte sur une épidémie de typhus exanthématique qui sévit dans la ville. L'équipe démontre en 1909 que le principal agent vecteur de la maladie est le pou. En effet, les médecins notent la rareté des cas de typhus à l'intérieur de l'hôpital Sadiki. Le règlement de cette institution imposait aux malades de ne porter que les habits de l'hôpital. À partir de cette constatation, l'équipe conclut que des actes simples d'hygiène et la suppression du parasite suffisent à assurer la prophylaxie du fléau. Cette découverte épargne de nombreuses vies humaines pendant la Première Guerre mondiale, ce qui vaut à Charles Nicolle le prix Nobel de physiologie ou médecine en 1928. Au cours de son travail, Ernest Conseil contracte par accident une ostéomyélite, ce qui le laisse infirme d'un bras pour le reste de sa vie.
En 1907, il soutient sa thèse de doctorat à la faculté de médecine de Paris sur le typhus exanthématique en Tunisie devant un jury présidé par André Chantemesse. En 1909, Conseil est nommé chef du laboratoire de la peste à l'Institut Pasteur de Tunis. Il est également désigné à la direction du bureau municipal d'hygiène de Tunis et devient médecin de l'hôpital des maladies contagieuses de La Rabta (ancien lazaret de Tunis) où il participe à la lutte contre les épidémies de choléra et de peste qui frappent la ville. De 1912 à 1914, en équipe avec Charles Nicolle et Ludovic Blaizot, il met en évidence le mode de transmission de la fièvre récurrente par le pou (comme le cas du typhus). Dès 1914, il s'engage dans la mission médicale française envoyée en Serbie pour combattre le typhus exanthématique. Lors de la retraite de l'armée serbe, en 1915, il souffre d'une gelure à l'extrémité des pieds avant d'être amputé.
De santé fragile, il revient à Tunis en 1916 et réintègre le poste de médecin aide-major. Entre 1919 et 1928, il reprend ses recherches à l'Institut Pasteur de Tunis sur un sérum expérimental et un vaccin préventif contre le typhus. Il participe également à l'amélioration de la réglementation sanitaire en éradiquant les foyers de peste chez les tribus locales. En 1930, l'année de son décès à Tunis, il met au point un traitement de la variole par le permanganate de chaux.